# Couronne de fer de Lombardie
Pour les articles homonymes, voir Couronne de Fer.
 (avril 2021).
Si vous disposez d'ouvrages ou d'articles de référence ou si vous connaissez des sites web de qualité traitant du thème abordé ici, merci de compléter l'article en donnant les références utiles à sa vérifiabilité et en les liant à la section « Notes et références ».

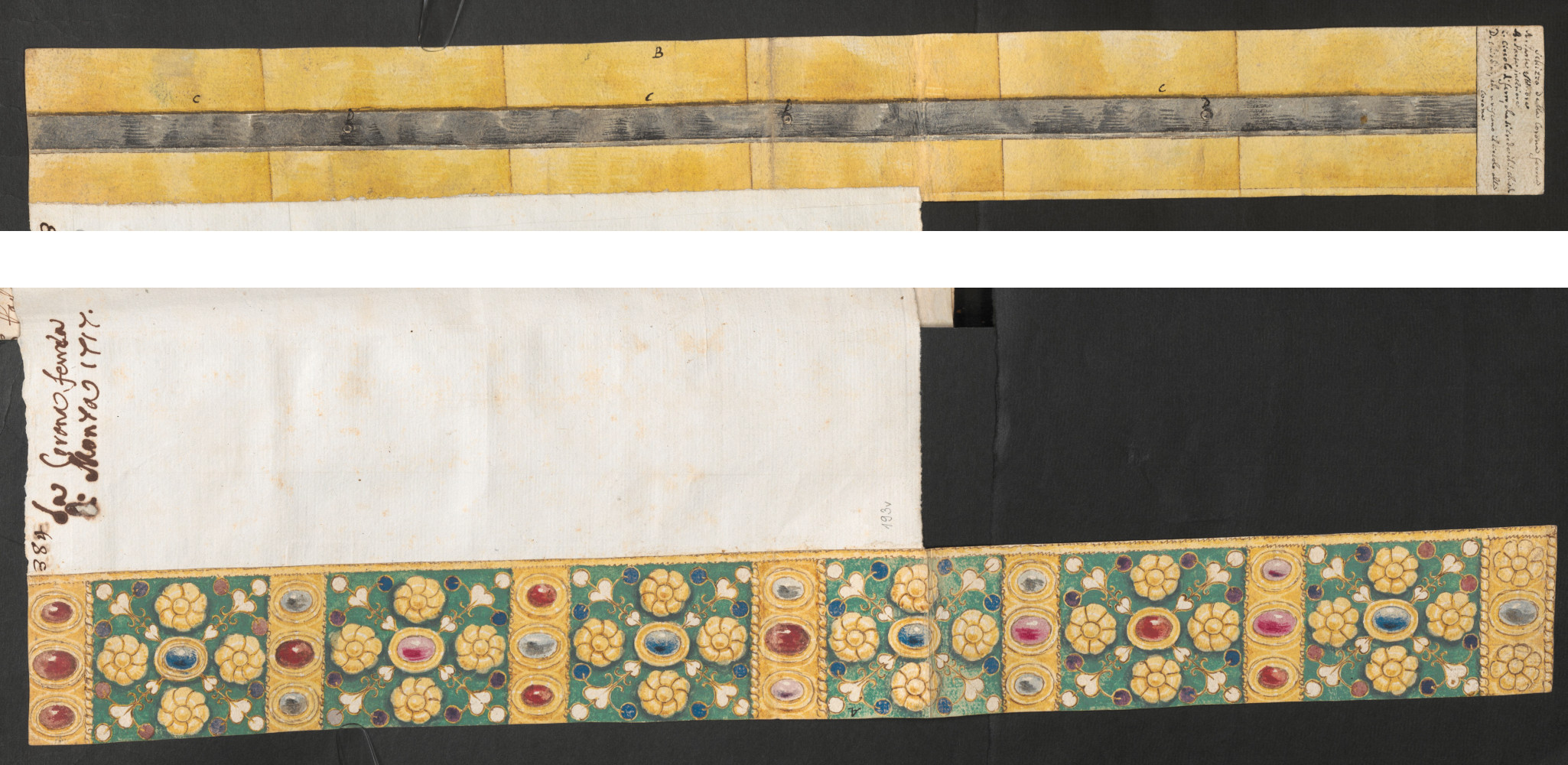
Représentation déroulée de la couronne.

La Couronne de fer (en italien : Corona Ferrea di Lombardia ; en latin : Corona Ferrea Langobardiae) est une couronne-reliquaire conservée dans la cathédrale de Monza. Elle est ainsi appelée parce que l'armature intérieure de la couronne aurait été forgé avec un clou en fer de la Croix du Christ. 
Bien qu'il s'agisse très vraisemblablement d'une couronne votive et bien qu'elle n'ait sans doute jamais été portée par un roi lombard d'origine, elle devient l'un des plus forts symboles de la royauté italienne à partir de la fin du Moyen Âge et, surtout, à l'époque contemporaine.

## Histoire

### Origine et transformations anciennes

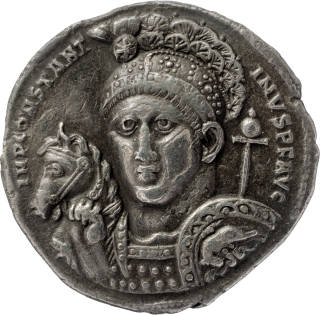
Médaillon de Constantin Ier portant un casque-diadème

La tradition moderne attribue à la Couronne de fer une origine byzantine ou tardo-antique. Selon une légende hagiographique, elle aurait été fabriquée à partir d’un des Saints Clous par Sainte Hélène, mère de Constantin Ier, après la découverte de la Vraie Croix à Jérusalem,.
Des recherches récentes, notamment les analyses du laboratoire ANTARES, ont identifié au moins deux phases de fabrication : certains composants organiques (comme la cire utilisée pour fixer les gemmes) datent des Ve et VIe siècles, tandis que d'autres éléments métalliques et décoratifs remontent à une période comprise entre le VIIe  et le Xe siècle.
La forme et le décor de la couronne sont cohérents avec les objets d’orfèvrerie byzantins ou ostrogothiques. Elle pourrait avoir été à l’origine un casque-diadème similaire à celui figurant sur un médaillon de Constantin Ier, et avoir ensuite été réadaptée en couronne royale. Selon une hypothèse historique, elle aurait fait partie des regalia envoyés à Constantinople par Odoacre après 476, et restitués à Théodoric le Grand par l’empereur Anastase Ier vers 497, comme le rapporte l’Anonymus Valesianus.
À partir du VIIIe siècle, la couronne aurait subi des modifications, notamment en contexte carolingien. Elle aurait été utilisée pour la couronne du jeune Pépin d'Italie en 781, après avoir été réduite à sa taille actuelle, ou bien adaptée à un usage liturgique à partir d’un casque orné. D’autres chercheurs estiment qu’elle fut initialement conservée comme relique à la basilique Saint-Ambroise de Milan, puis transférée à Monza vers la fin du Xe siècle par l’archevêque Aribert d'Intimiano.

### Couronnements et fonction cérémonielle

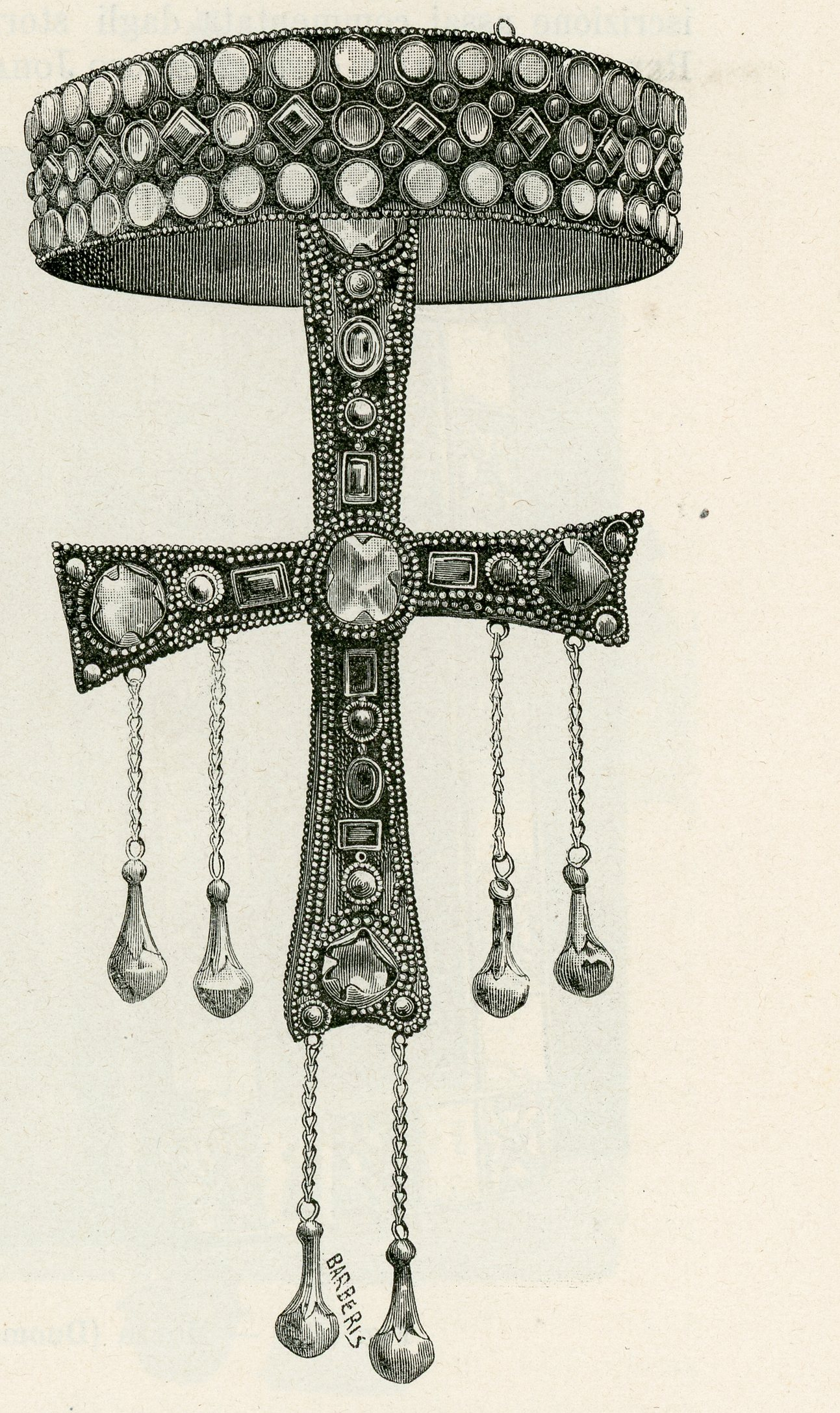
Couronnes votives associées à la reine Théodelinde, cathédrale de Monza

L'utilisation de la Couronne de fer pour les couronnements royaux est attestée de manière fiable à partir du Xe siècle. Les souverains lombards n’avaient pas de rite d’intronisation avec couronne : ils étaient acclamés par les guerriers dans le palais royal de Pavie, recevant une lance comme insigne de pouvoir.
La couronne fut associée aux cérémonies de couronnement royal dans l’Italie impériale à partir du règne d’Otton III (996). Des couronnements ultérieurs eurent lieu à Milan, Monza ou Pavie, comme ceux de Conrad II (1026), Frédéric Barberousse (1155), Charles IV (1355), Sigismond (1431) ou Charles Quint (1530). L’usage liturgique en Lombardie comportait l’onction, la remise de l' épée, du sceptre et de la verge, puis la remise de la couronne avec la formule latine Accipe coronam regni.
En 1310, l’empereur Henri VII demanda à être couronné à Milan, mais la Couronne était introuvable car détenue par les Umiliati de Sainte-Agathe. Une couronne en argent fut donc réalisée pour l’occasion par l’orfèvre siennois Lando di Siena.

### Période moderne et contemporaine

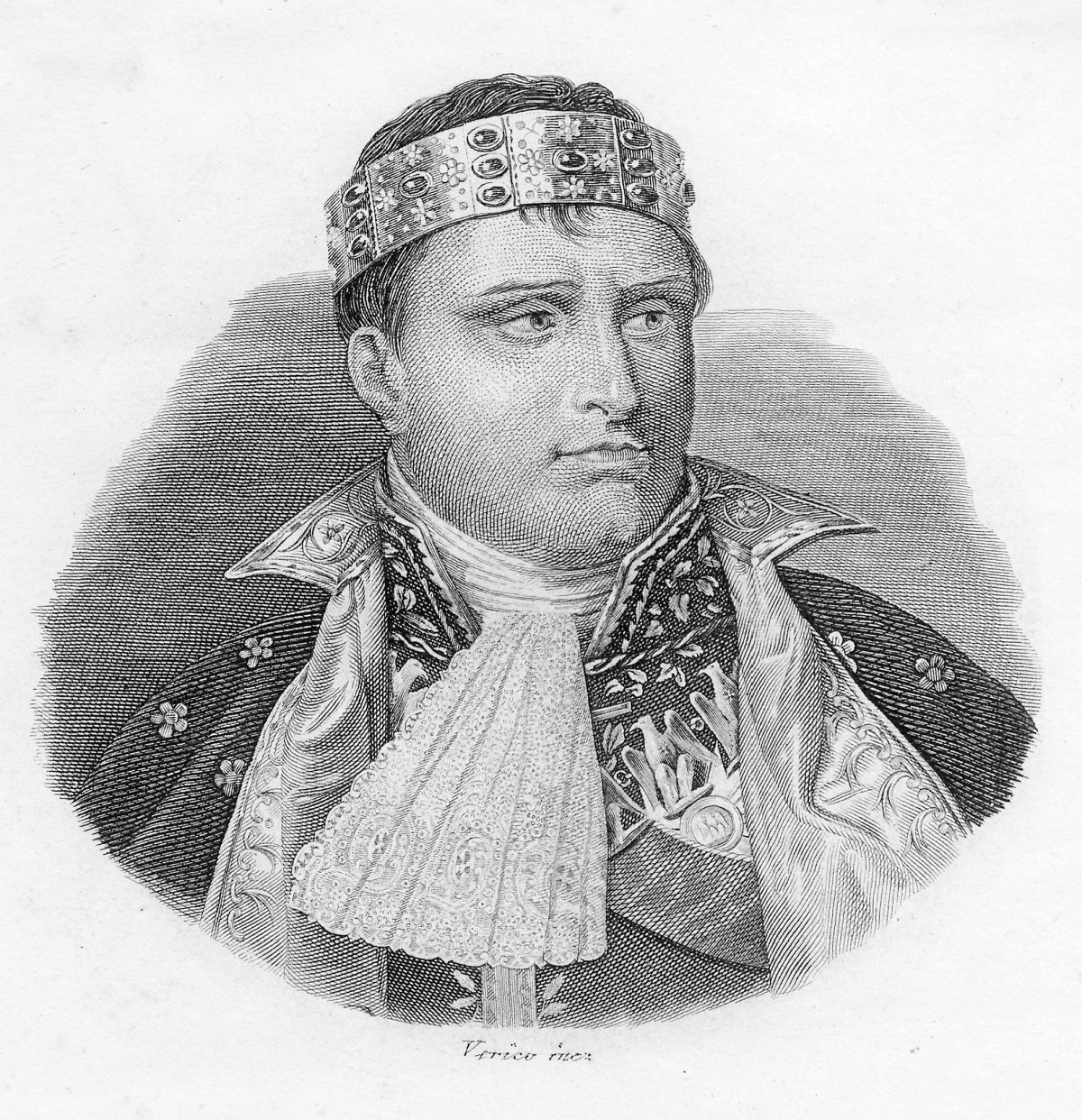
Napoléon Ier portant la Couronne de fer

Le 26 mai 1805, Napoléon Ier se fit couronner roi d’Italie dans la cathédrale de Milan. Il se plaça lui-même la Couronne de fer sur la tête en prononçant la phrase célèbre : Dio me l’ha data, guai a chi la tocca (« Dieu me l’a donnée, gare à qui y touchera »). Il fonda à cette occasion l’ordre de la Couronne de fer.
Après la chute de l’Empire, l’ordre fut rétabli par l’empereur François Ier d’Autriche en 1816. En 1838, Ferdinand Ier reçut la Couronne à Milan comme roi du Royaume lombard-vénitien, lors d’une cérémonie solennelle dans le dôme de Milan.
Pendant la Seconde guerre d’indépendance italienne (1859), la couronne fut transportée à Vienne pour des raisons de sécurité. Elle fut restituée à l’Italie en 1866, après la défaite autrichienne et l’annexion de la Vénétie au royaume d’Italie.

### Statut actuel

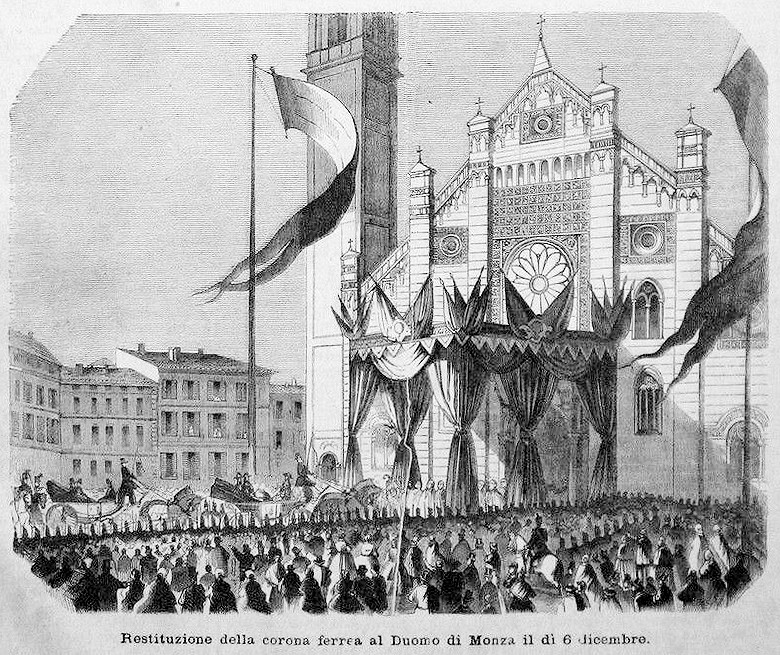
Retour de la couronne à Monza, 6 décembre 1866

Le 4 novembre 1866, la Couronne fut officiellement remise aux autorités italiennes par le général Alexandre de Mensdorff-Pouilly à Turin, puis transférée à la villa royale de Monza et restituée au duomo de Monza le 6 décembre.
Elle ne fut plus utilisée pour des sacres, mais continua à être exposée lors de cérémonies d’État. En 1890, elle fut intégrée dans les armoiries officielles du royaume. Pendant les deux guerres mondiales, elle fut transportée hors de Monza pour être protégée — à Rome en 1918, puis au Vatican en 1943, sous la garde du cardinal Alfredo Ildefonso Schuster,.
La Couronne de fer est aujourd’hui desormais conservée dans la chapelle de la reine Théodelinde au sein du  duomo de Monza. Elle fait l’objet d’études scientifiques dans les domaines de l’archéologie, de l’histoire de l’art et de la métallurgie, et est classée comme bien culturel d’intérêt national par le ministère de la Culture (Italie).

## Description
La couronne de fer mesure approximativement quinze centimètres de diamètre pour cinq de haut. Elle se compose de deux éléments principaux : un cercle de fer d'un centimètre de large sur lequel est fixé un ensemble de plaques d'or émaillées, cloutées et serties de cabochons. La partie la plus précieuse est, paradoxalement, la plus fruste : il s'agit du cercle de fer qui se trouve à l'intérieur de la couronne. Il est supposé avoir été forgé à partir d'un des clous de la Passion, retrouvé par l'empereur Constantin et sa mère Sainte Hélène. Il figure parmi les plus célèbres reliques de la Chrétienté, bien que sa vénérabilité ait souvent été mise en cause par les autorités de l'Église catholique romaine. La congrégation des rites a finalement statué en 1715 que la relique pouvait être exposée sans rien conclure à propos de l'origine du métal. 
L'extérieur de la couronne se compose de six plaques d'or émaillées en champlevé. Les émaux représentent des motifs floraux dans des teintes de vert et de bleu. Chaque plaque est ornée de quatre clous à la tête fleuronnée et d'une grosse pierre montée en cabochon. Les plaques sont articulées entre elles par des charnières décorées de trois grosses pierres en cabochon. deux de ces charnières sont cloutées comme les plaques émaillées. D'après les hagiographies relatives à cette relique, la couronne était autrefois plus grande : elle aurait compris deux plaques émaillées de plus et aurait été surmontée d'une croix dans le même style. L'hypothèse la plus généralement répandue pour expliquer cette petite taille est cependant différente : la couronne de fer aurait en fait été une « couronne votive », destinée à être exposée dans une église et non à être portée. Ceci expliquerait pourquoi la couronne ne ressemble pas du tout à celle qui figure sur un relief représentant le couronnement d'Othon IV dans la cathédrale de Monza.

Quelques représentations de la couronne de fer de Lombardie
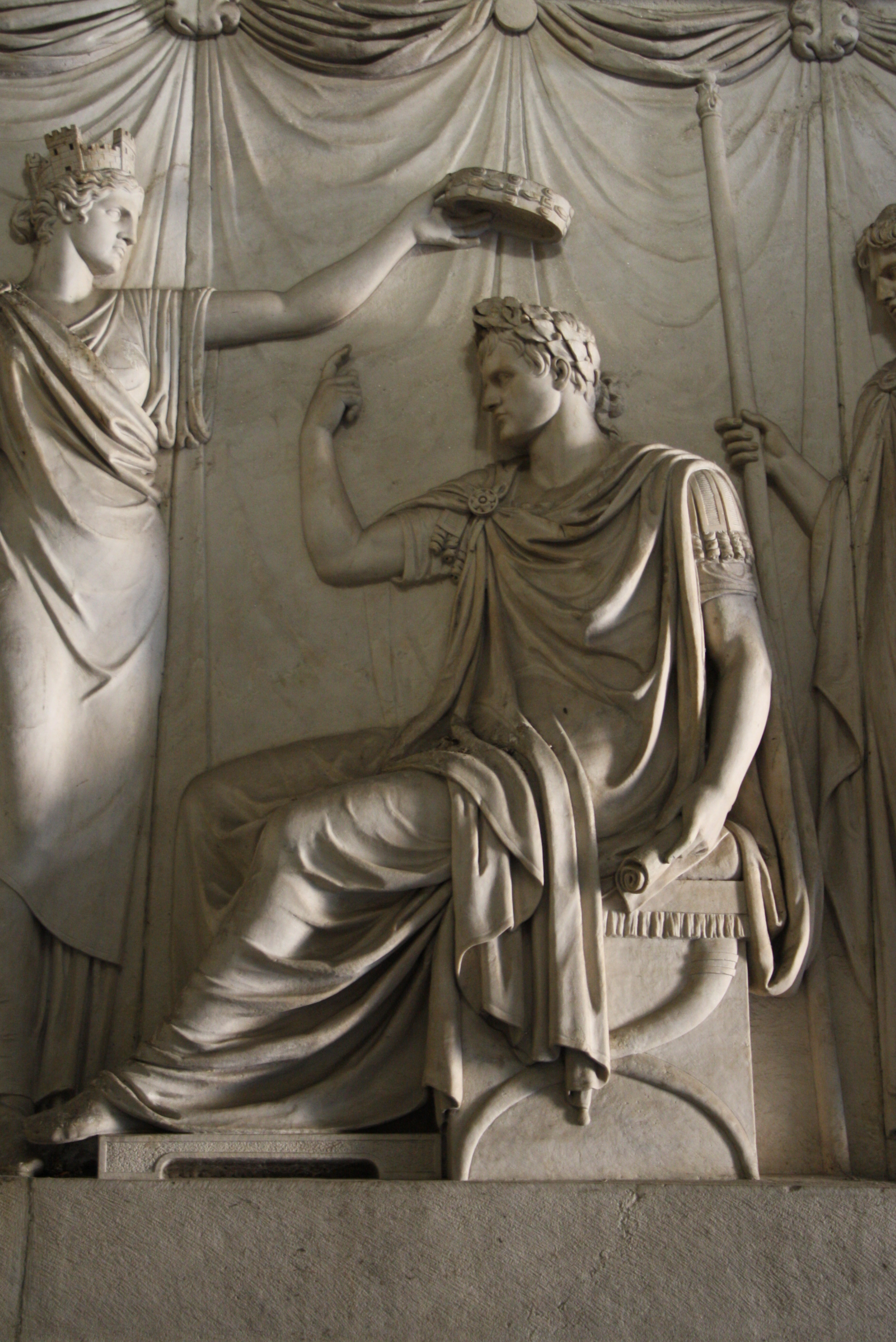
Gaetano Monti, Napoléon couronné roi d'Italie (1807), détail du relief conservé au palais Brera de Milan.
Petites armes du royaume lombard-vénitien.
Petites armes des rois d'Italie : la Couronne de fer est représentée sur le casque royal.
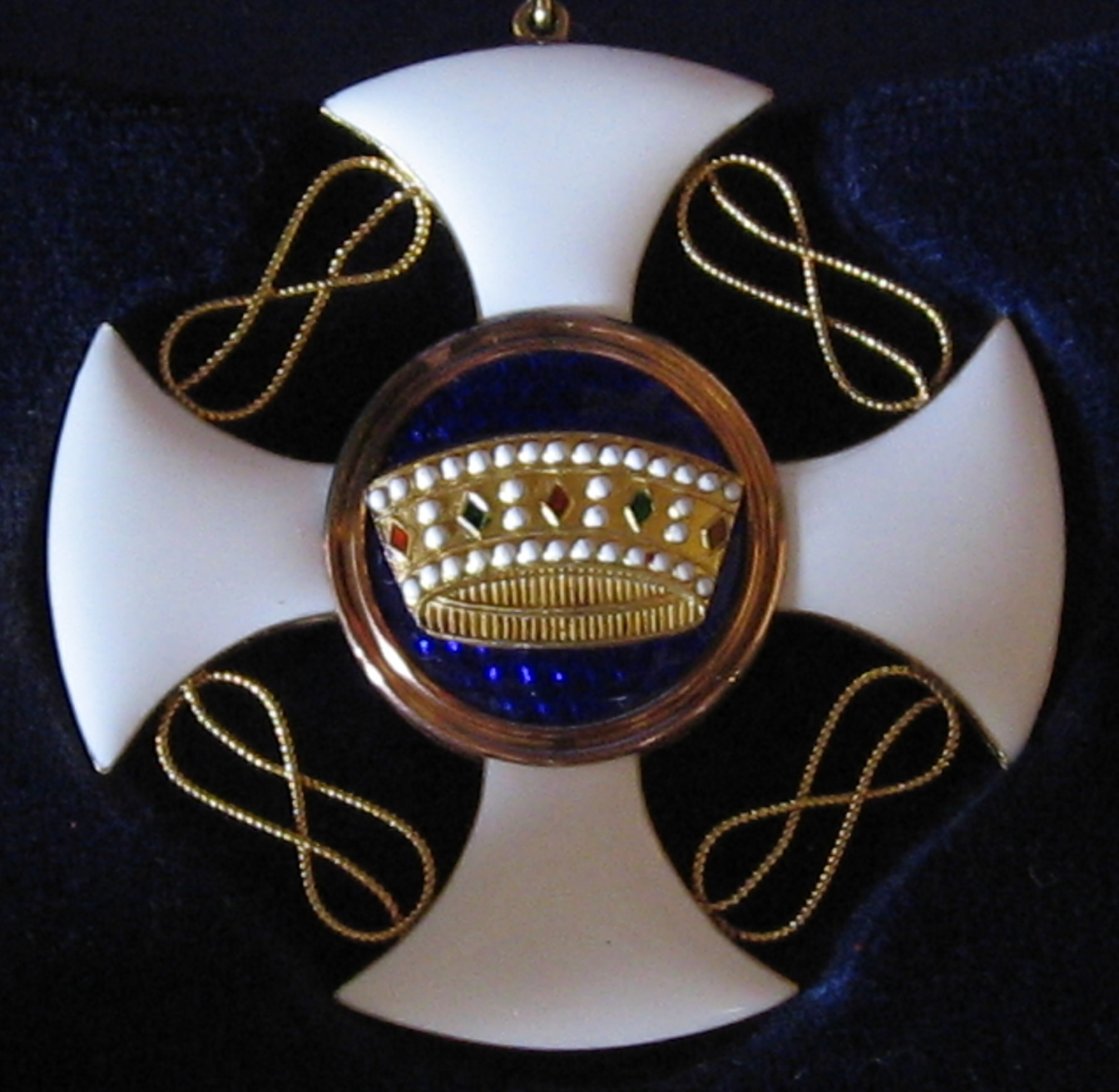
Ordre de la couronne d'Italie.
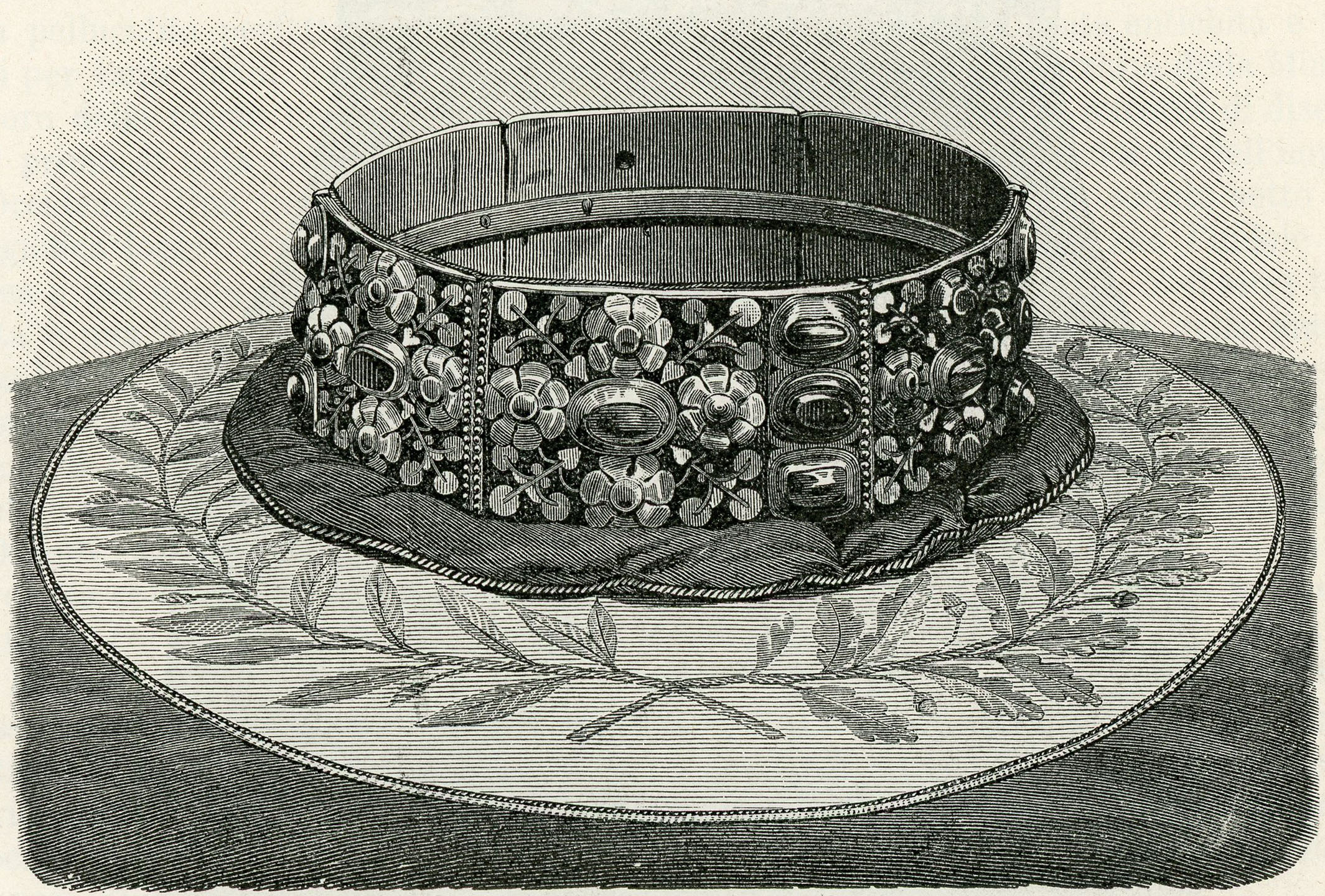
Reproduction de la Couronne de fer en 1894.
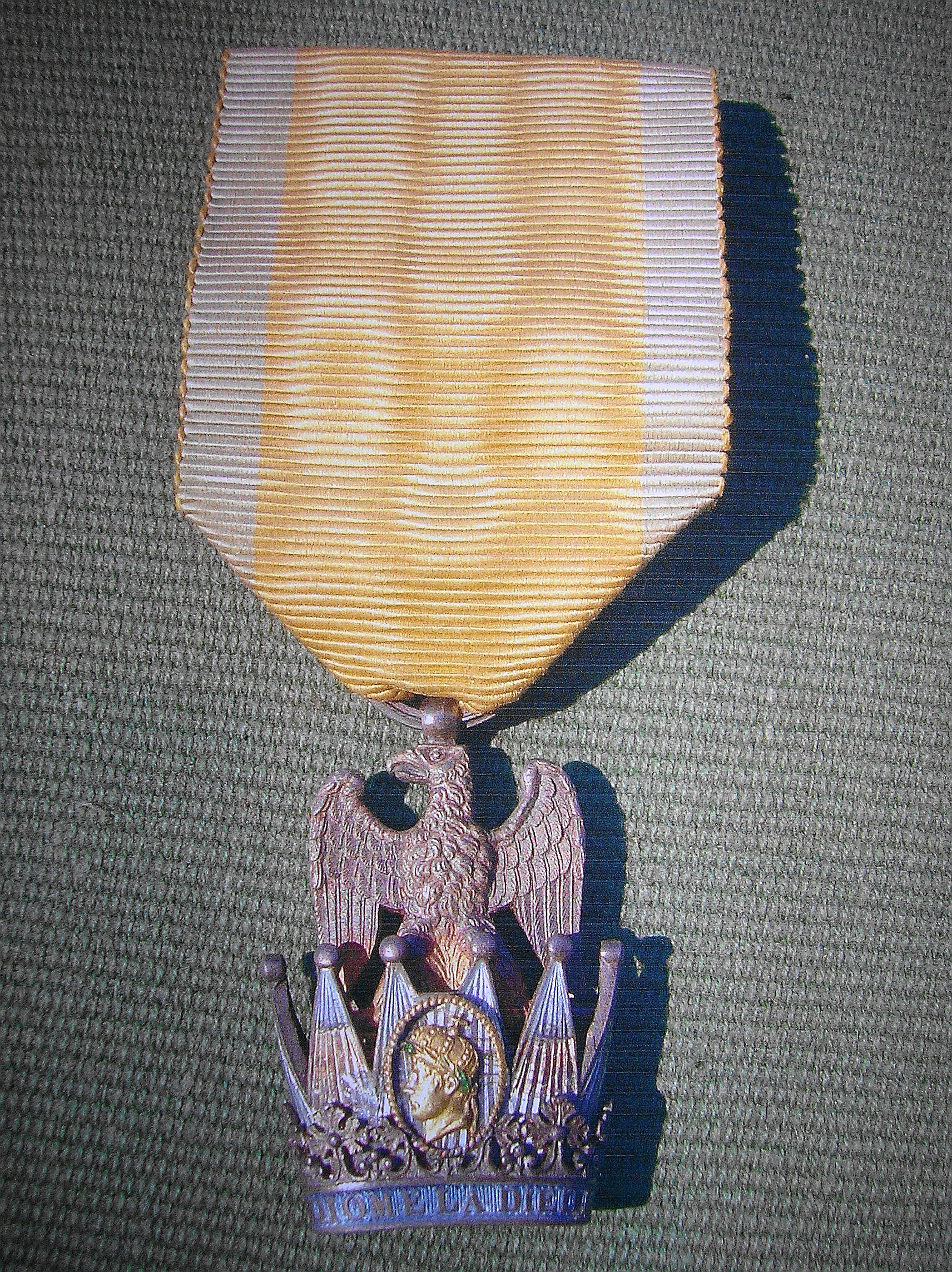
Ordre de la Couronne de fer (napoléonienne).
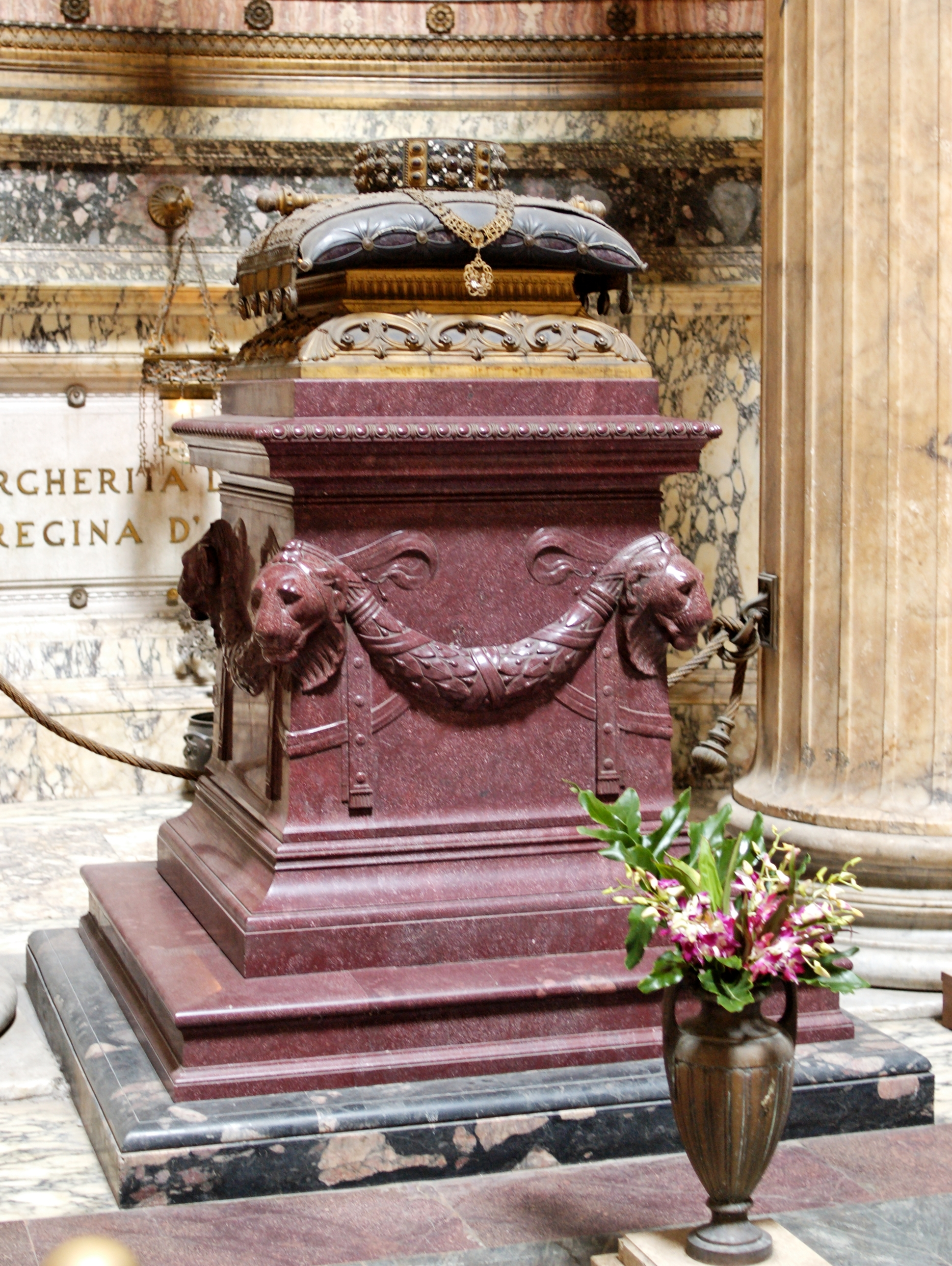
Tombe d'Humbert Ier d'Italie au Panthéon de Rome, par Giuseppe Sacconi (1854-1905). La couronne est représentée sur le coussin.
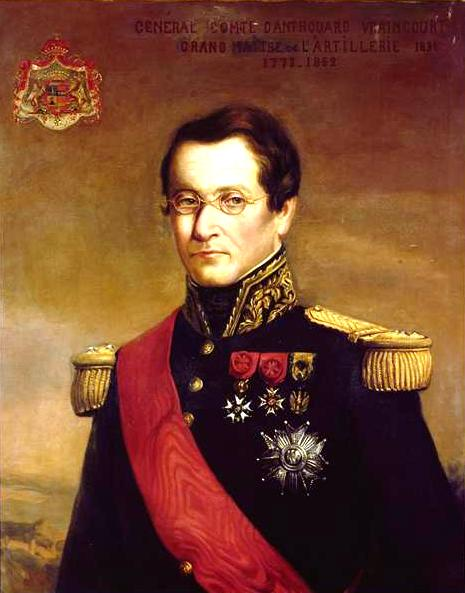
Le comte d'Anthouard portant l'ordre de la couronne de fer et l'ordre de la couronne d'Italie.